# 1. FC Nürnberg (handboll)
1. FCN Nürnberg Handball var en handbollsklubb i Tyskland som gick i konkurs 2008. Klubben bildades 1921 som en sektion av 1:a FC Nürnberg, som 1995 delades upp i flera självständiga klubbar, bland annat 1. FC Nürnberg Handball. Klubben är mest känd för sitt damlag, som har vunnit flera tyska mästerskap och cuptitlar. Internationellt sett är lagets bästa resultat segern i  Challenge Cup 2004.

## Historia
Handbollssektionen inom 1. FC Nürnberg grundades 1921, återupplivades 1995 och blev en självständig klubb efter en konkurs 2009. Sedan huvudföreningen 1. FC Nürnberg delades upp i enskilda klubbar 1995 av organisatoriska skäl, bildades 1. FCN Handball e.V. Efter konkursen  återbildades klubben 2009 under namnet 1. FCN Nürnberg 2009 e.V. som inte ska förväxlas med den klubb som beskrivs i denna artikel.

### Damhandbollen historia
Damhandbollen nådde sina största framgångar och dominerade den västtyska damhandbollen på 1960-talet. Från 1998 lyckades damlaget marschera igenom seriesystemet från den femte nivån Verbandsliga till den första Bundesliga. Laget vann alla matcher i Verbandsliga 1998/1999, i Bayernligan 1999/2000 och i Regionalliga 2000/2001 och förlorade inte en enda match i andra Bundesliga 2001/2002 och vann ligan med tre oavgjorda. Nyuppflyttade lyckades de sedan ta en tredjeplats i Bundesliga säsongen 2002/2003, året därpå slutade laget på en andra plats och tog hem cupsegern, innan framgångarna kröntes säsongen 2004/2005 med att vinna det klubbens elfte tyska mästerskap. Säsongen efter vann klubben serien, men förlorade semifinalen i slutspelet mot den slutliga mästaren HC Leipzig. Klubben vann bronsmatchen mot DJK/MJC Trier.
Säsongen 2006/2007 vann klubben mästartiteln igen i finalen mot Bayer Leverkusen. De vann med 38-31 hemma lyckades och därmed  vända de femmålsunderläget från mötet i Leverkusen.  Bundesliga GmbH Sportförderung Noris, som finansierade klubbens matchverksamheten, var tvungna att ansöka om konkurs. Det var först efter en protest, som FCN trots  fick licens nästa säsong. Klubben hade endast sju spelare från förra säsongen men tre spelare flyttades upp från regionalligan och laget förstärkts av den danska landslagsspelaren Maja Sommerlund. Matchverksamhet togs över av 1:a FCN Handball GmbH. I tyska cupen  mötte de HC Leipzig i finalen, men förlorade med 33-28. De besegrade HC Leipzig i finalen i det tyska mästerskapet och försvarade därmed sin titel. Bundesligalaget spelade sina hemmamatcher i hallen på Berliner Platz, även känd som sporthallen i utbildningscentret BBZ. Kapaciteten var 2166 åskådare.
Den 15 maj 2009 ansökte ansvariga för Bundesliga-laget om konkurs. DHB (tyska handbollsförbundet) drog då in licensen för klubben i den kommande Bundesliga-säsongen. Konkursen för 1. FC Nürnberg Handball dröjde, eftersom förhandlingar med borgenärerna ägde rum. Den 8 juni 2009 lämnades slutligen konkursansökan in till Nürnbergs distriktsdomstol.

## Resultat 1999 till 2008
| Säsong    | Serie             | Placering | Spelade | Vunna | Oavgjorda | Förlorade | Insläppta gjorda mål | Måäskillnad | Poäng |
| --------- | ----------------- | --------- | ------- | ----- | --------- | --------- | -------------------- | ----------- | ----- |
| 1999/2000 | Bayernliga        | 1         | 22      | 22    | 0         | 0         | 593:317              | 276         | 44:0  |
| 2000/01   | Regionalliga Süd  | 1         | 26      | 26    | 0         | 0         | 779:553              | 226         | 52:0  |
| 2001/02   | 2. Bundesliga Süd | 1         | 26      | 23    | 3         | 0         | 825:613              | 212         | 49:3  |
| 2002/03   | Bundesliga        | 3         | 24      | 15    | 3         | 6         | 656:589              | 67          | 33:15 |
| 2003/04   | Bundesliga        | 2         | 22      | 17    | 1         | 4         | 679:535              | 144         | 31:9  |
| 2004/05   | Bundesliga        | 1         | 21      | 17    | 2         | 2         | 647:521              | 126         | 36:6  |
| 2005/06   | Bundesliga        | 1         | 22      | 18    | 1         | 3         | 696:533              | 163         | 37:7  |
| 2006/07   | Bundesliga        | 1         | 22      | 19    | 1         | 2         | 731:517              | 214         | 39:5  |
| 2007/08   | Bundesliga        | 1         | 22      | 19    | 1         | 2         | 722:593              | 129         | 39:5  |
| 2008/09   | Bundesliga        | 6         | 22      | 12    | 2         | 8         | 581:559              | 22          | 22:18 |

### Meriter
Förening har blivit tysk mästare 13 gånger.
- Utomhus (stor plan) 1961, 1963, 1964, 1965, 1968
- Utomhus (liten plan) 1969, 1971
- Inomhus 1964, 1969, 1970, 2005, 2007, 2008

Föreningen har två gånger vunnit tyska cupen:
- Inomhus 2004, 2005
- Vinnare av Challenge Cup 2004

## Kända spelare
- Kathrin Blacha
- Agnieszka Tobiasz
- Barbara Strass
- Stephanie Ofenböck